# Megachile erimae
Megachile erimae is een vliesvleugelig insect uit de familie Megachilidae. De wetenschappelijke naam van de soort is voor het eerst geldig gepubliceerd in 1899 door Mocsáry.